# Holiday Inn
Holiday Inn by IHG es una cadena de hoteles con sede en Atlanta, Georgia, Estados Unidos y una marca de IHG Hotels & Resorts. La cadena fue fundada en 1952 por Kemmons Wilson, quien abrió la primera ubicación en Memphis, Tennessee (Estados Unidos). La cadena fue una división de Bass Brewery de 1988 a 2000, Six Continents de 2000 a 2003 y IHG Hotels & Resorts desde 2003. Opera hoteles bajo los nombres Holiday Inn, Holiday Inn Express, Holiday Inn Club Vacations y Holiday Inn Resorts. A partir de 2018, Holiday Inn tiene hoteles en más de 1100 ubicaciones.

## Historia
Holiday Inn fue creado en 1952 en Memphis, Tennessee por Kemmons Wilson. Wilson abrió su primer hotel en septiembre de 1952 después de una mala experiencia en sus vacaciones, en la Avenida de Verano 4941 en el distrito de Memphis Berclair en la carretera principal y Nashville. 